# 畠山鶴吉
畠山 鶴吉（はたけやま つるきち、1895年（明治28年）1月18日 - 1973年（昭和48年）5月31日）は、大正から昭和期の実業家、政治家。衆議院議員。

## 経歴
山梨県北都留郡梁川村（現大月市梁川町）で生まれる。尋常小学校卒業後、1906年（明治39年）に上京し、1912年（明治45年）神田工科学校を卒業した。
1914年（大正3年）神田今川橋で酒店を開業。1923年（大正12年）の関東大震災で財産の全てを失ったが、同年、土木建築請負業「畠山組」を設立して復興事業で事業を拡大した。1931年（昭和6年）「大森かに料理つるや」を開業。1934年（昭和9年）帝国無尽 (株) 社長に就任。同年11月、熱海温泉につるや旅館を開業し、のち(株) つるやホテルに改組して社長に就任した。
1946年（昭和21年）4月の第22回衆議院議員総選挙で静岡県全県区から日本自由党公認で立候補したが落選。1947年（昭和22年）4月の第23回総選挙で静岡県第2区から立候補したが次点で落選。1949年（昭和24年）1月の第24回総選挙に民主自由党から出馬して初当選した。衆議院厚生委員、同災害地対策特別委員、同観光事業振興方策樹立特別委員会理事、同考査特別委員、同運輸委員、同法務委員、同運輸委員会観光小委員長、同地方行政委員、同電気通信委員、同内閣委員、自由党政調観光部長、観光議員連盟会長などを歴任した。第25回、第26回総選挙では地元の対立候補山田弥一に譲り立候補しなかったが、1955年（昭和30年）2月の第27回総選挙で自由党公認で出馬して再選された。衆議院運輸委員会理事、同予算委員などを務めた。1958年（昭和33年）5月の第28回総選挙では自由民主党公認で立候補したが次点で落選し、衆議院議員に通算2期在任した。以後、1962年（昭和37年）7月の第6回参議院議員通常選挙（全国区）に立候補したが落選した。
その他、熱海旅館組合長、静岡県旅館連合会長、同顧問、日本温泉協会静岡県業会長、同顧問、全国旅館組合連合会顧問、日本観光連盟会長、国際観光促進連盟会長、日本観光旅館連盟会長、同顧問、(財) 畠山鶴恩会理事長なども務めた。